# Calomyscus bailwardi
Calomyscus bailwardi és una espècie de mamífer rosegador de la família dels calomíscids. És endèmica de l'Iran, tot i que un espècimen recollit al sud-est de Turquia també podria ser de C. bailwardi. El seu hàbitat natural són els vessants de muntanya erms, secs i rocosos. És una espècie en risc mínim, és a dir, no sembla que hi hagi cap amenaça significativa per a la seva supervivència.
L'espècie fou anomenada en honor del soldat i col·leccionista britànic Arthur Charles Bailward.